# Pedro de San José de Betancourt

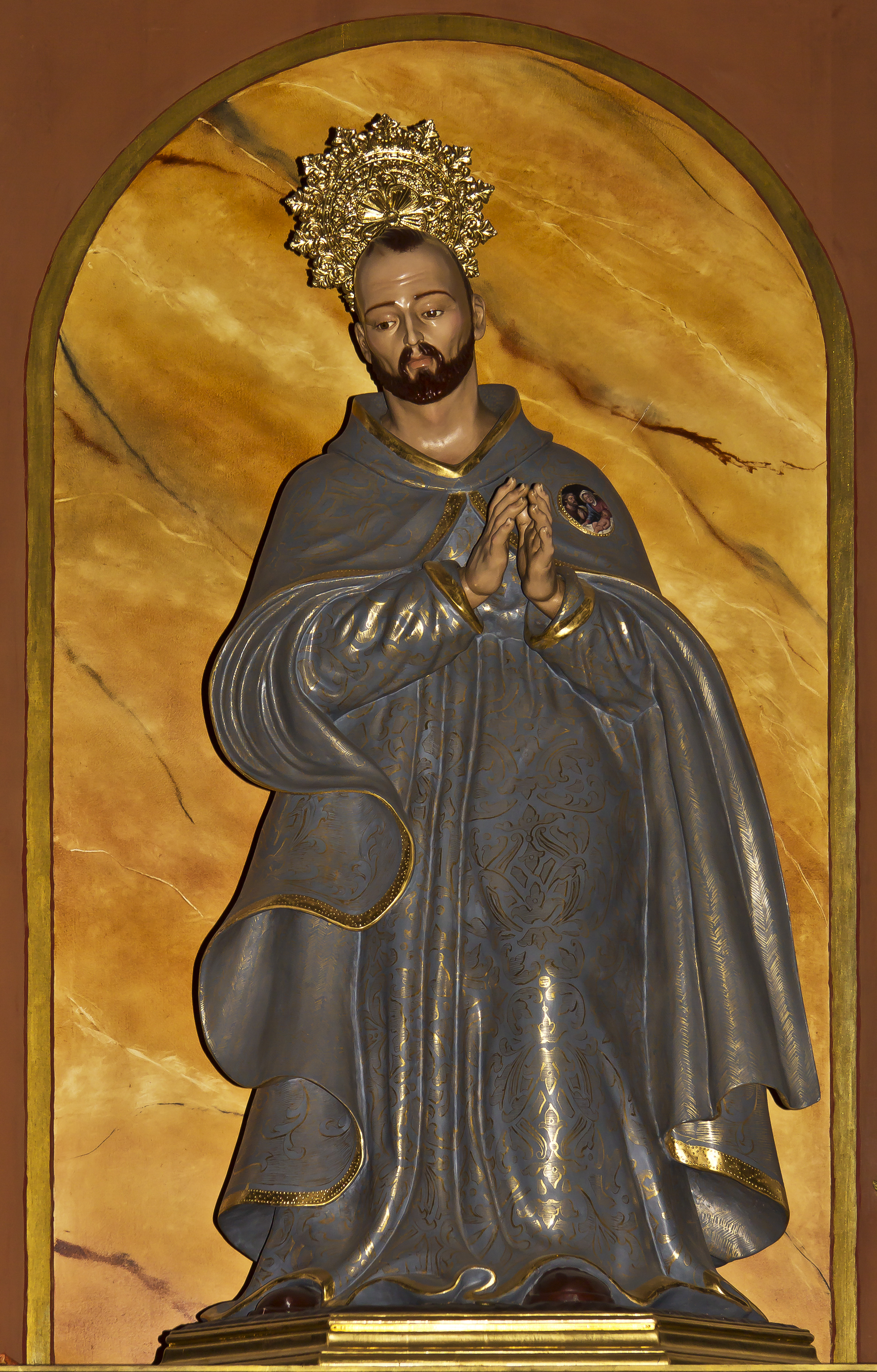
Pedro de San José de Betancourt

Pedro de San José de Betancourt ook wel Hermano Pedro (Vilaflor, Tenerife, 21 maart 1626 - Antigua Guatemala, Guatemala, 25 april 1667) was een Spaans franciscanen-missionaris.

## Biografie
Geboren in een bescheiden familie van boeren voelde hij zich geneigd tot het geestelijk leven. In zijn jeugd werkt hij als pastor.
Op 23-jarige leeftijd vertrok hij naar de Nieuwe Wereld en via verschillende omzwervingen kwam hij in 1651 aan in Santiago de los Caballeros in Guatemala (het huidige Antigua Guatemala. Hij ging werken en studeren in het klooster van San Francisco in die stad.
Hij is erg bekend geworden vanwege zijn onbaatzuchtige zorg voor de armen en de zieken. Na zijn dood op 25 april 1667 heeft hij vele navolgers gekregen en is een proces tot heiligverklaring begonnen.

## Verering
In 1980 is hij zalig verklaard van paus Johannes Paulus II y Sint-Pietersbasiliek. Tijdens een bezoek van paus Johannes Paulus II aan Guatemala heeft op 30 juli 2002 de heiligverklaring plaatsgevonden. Zijn graf bevindt zich naast de kerk van San Francisco in Antigua Guatemala.
In Tenerife (zijn thuisland) is het heiligdom gebouwd in Vilaflor waar zijn huis was gevestigd. Het benadrukt ook de grot van broeder Petrus (cueva del Santo Hermano Pedro) die de heilige gebruikte als een plaats van gebed en als een toevluchtsoord voor zijn vee.
De kenmerken van Hermano Pedro zijn de wandelstaf en een bel. Het is de eerste inlander heilige van de Canarische Eilanden. Het wordt ook beschouwd als de eerste heilige van Guatemala en Midden-Amerika.
Zijn gedenkdag is 24 april.